# 中和交流道 (國道3號、台64線)
中和交流道位於臺灣新北市中和區，是連結國道三號與台64線的交流道，國道三號指標35k、台64線指標24k。國道三號有匝道聯絡台64線橋下平面道路（中正路），故不能稱呼為中和系統交流道，此交流道常有嚴重塞車的情形。
國道三號中和交流道在2012年名列十大危險國道交流道中的第一名，主要原因是車流量龐大且車輛搶道外，南下路段出口前1、2公里（33-34k），因為有中和隧道，駕駛人進入隧道前未依標示變換好車道，一出隧道就要下交流道，導致部分車輛要臨時變換車道混流造成，目前已在評估改善方案。
|  | 35 中和 |  | 板橋 中和 |
|  | 24 中和 |  | 台北 桃園 |

## 鄰近公路
- 市道106號
- 市道106甲線
- 北88線
- 北90線
- 北91線
- 北97線

## 外部連結
- 國道三號中和交流道示意圖 （页面存档备份，存于）（交通部高速公路局）
- 台64線中和交流道示意圖 （页面存档备份，存于）（交通部公路總局）